# Легенда о Вильгельме Телле
«Легенда о Вильгельме Телле» (англ. William Tell) — эпическая историческая драма, режиссёра Ника Хэмма. В основе сценария одноимённая пьеса Фридриха Шиллера. Главную роль в фильме исполнил Клас Банг.
Премьера фильма состоялась в 2024 году.

## Сюжет
Сюжет фильма разворачивается в начале XIV века в Швейцарском кантоне Ури, жители которого, заручившись поддержкой соседних кантонов Швиц и Унтервальден, борются за независимость от Габсбургов. 
Вильгельм Телль, охотник и искусный стрелок, защищая свою семью, вступает в конфликт с жестоким ландфогтом германского короля Альбрехтом Гесслером. Не желая терпеть несправедливость германских властей, он присоединяется со своими друзьями к повстанцам, давшим, согласно народной легенде, клятву о взаимопомощи на лугу Рютли (1307). 
Одержать победу над Гесслером и его приспешниками Теллю помогает незаконнорожденная дочь короля Альбрехта I Берта, которую отец, вопреки её воле, намеревается выдать за ландфогта.

## В ролях
- Клас Банг — Вильгельм Телль[2]
- Коннор Суинделс — Альбрехт Гесслер
- Элли Бамбер — Берта
- Голшифте Фарахани — Суна
- Джона Хауэр-Кинг — Руденц
- Рэйф Сполл — Вернер Штауффахер
- Эмили Бичем — Гертруда
- Джонатан Прайс — Аттингхаузен
- Бен Кингсли — король Альбрехт I
- Солли Маклауд — Мельхталь
- Амар Чадха-Патель — отец Фурст
- Сэм Кили — Конрад Баумгартен
- Джейк Данн — Штусси
- Тобиас Джоуэтт — Вальтер
- Билли Постлетуэйт — Вольфшот

## Производство
В октябре 2023 года стало известно, что датский актёр Клас Банг сыграет народного героя Швейцарии, режиссёром и сценаристом будущего фильма выступит Ник Хэмм. Также в актёрский состав фильма вошли Коннор Свинделлс, Элли Бамбер, Голшифте Фарахани, Джона Хауэр-Кинг, Рэйф Сполл, Эмили Бичем, Джонатан Прайс и Бен Кингсли, съёмки фильма проходили в Италии.